# 12go
12Go hoặc 12Go Asia (12Go.asia) là một đại lý du lịch trực tuyến có trụ sở tại Singapore với văn phòng chính tại Bangkok, Thái Lan.

## Lịch sử
Ý tưởng về 12Go được người sáng lập công ty khởi xướng vào năm 2011 khi đến thăm Thái Lan. Ông ấy đã nói, "Tôi cảm thấy khó khăn khi đặt vé trực tuyến với các công ty châu Á. Cuối cùng, bạn vẫn phải mua vé tại văn phòng của họ. Ngoài ra, trang web của họ còn chỉ sử dụng ngôn ngữ bản địa."
12Go Asia ra mắt vào năm 2013, cho phép người dùng tìm kiếm nhiều tuyến đường khác nhau. Là một công ty khởi nghiệp, công ty bắt đầu bán vé trực tuyến của Đường sắt Quốc gia Thái Lan (SRT) và một số tuyến xe buýt và phà ở Thái Lan. Chẳng bao lâu nó đã trở thành công ty duy nhất về dịch vụ bán vé trực tuyến ở Thái Lan.
Năm 2014, công ty đã chiến thắng hạng mục "Đổi mới kỹ thuật số có tác động nhất" tại Giải thưởng Đổi mới Kỹ thuật số Châu Á.
Vào cuối năm 2017, 12Go Asia đã là đối tác với hơn 380 hãng vận chuyển, bao gồm hơn 3000 điểm đến và nhận được hơn 33.000 đánh giá của khách hàng. Kể từ năm 2013, công ty đã phát triển ổn định và đang hoạt động tại 10 quốc gia.
Vào tháng 4 năm 2018, công ty đã có khách hàng thứ một triệu  và mở rộng mạng lưới đối tác lên 480 nhà khai thác vận tải với hơn 250.000 chuyến khởi hành hàng ngày.
Vào năm 2022, 12go trở thành một công ty toàn cầu và hoạt động tại hơn 70 quốc gia, bao gồm Châu Á, Châu Âu, Châu Mỹ Latinh và Úc.

## Dịch vụ
12Go Asia hoạt động dựa trên hai loại hình kinh doanh chính là B2B và B2C. Công ty cung cấp vé trực tuyến cho vé máy bay bay, tàu hỏa, xe buýt, phà siêu tốc và taxi, cũng như các tuyến đường xuyên biên giới giữa các quốc gia.
Ngoài ra, 12Go Asia còn cung cấp giải pháp cho các nhà khai thác vận tải giúp họ quản lý quy trình hoạt động và mở bán hàng trực tuyến.
Họ hoạt động trên toàn thế giới. Điểm đến chính: Thái Lan, Campuchia, Việt Nam, Lào, Nhật Bản, Đài Loan, Myanmar, Malaysia, Singapore, Philippines, Ấn Độ và Trung Quốc. Thái Lan, Malaysia và Việt Nam là những thị trường mà 12Go đã bao phủ gần như hoàn toàn.